# Cheverly (stanice metra ve Washingtonu)
Cheverly je stanice Washingtonského metra.
Stanice se nachází na oranžové trase, ve východní části sítě jako třetí od konce, v okresu Prince George's County, ve státu Maryland v rezidenční oblasti Cheverly. Je povrchová, částečně se nachází pod silničním mostem. Má boční nástupiště (jako jediná stanice ve východní části oranžové trasy) a jeden výstup. Pro veřejnost byla otevřena 20. listopadu roku 1978.